# Доротеј II Јерусалимски
Патријарх Доротеј II Атала (грч. Δωρόθεος Β΄ Ιεροσολύμων) је био патријарх јерусалимски и све Палестине, у периоду после 1506-1537.
О овом Патријарху се не зна много. Народ га је звао Атала. Највероватније да је дошао из Палестине, али ни његово порекло није извесно. Претпостављамо се је био члан братства Господњег гроба и светитељског свештенства. Као такав мора да је имао и одговарајуће грчко образовање.
На патријаршијски престо ступио је после 1506. године. Када је 1517. султан Селим I заузео Јерусалим, Доротеј је пресељен у Свету земљу.